# Замок Ньюарк (Ноттингемшир)
Ньюаркский замок (англ. Newark Castle, Nottinghamshire) — замок в городе Ньюарк-он-Трент английского графства Ноттингемшир, основанный в середине XII века епископом Линкольна Александром; первоначально построенное деревянное строение стало каменным к концу века; был разрушен в XVII веке в ходе гражданской войны в Англии и был восстановлен в XIX веке.

## История и описание
Замок в Ньюарк-он-Тренте (Ноттингемшир) был заложен в середине XII века епископом Линкольна Александром: в документе, который обычно датируется 1135 годом, король Генрих I разрешил епископу начать строительство. Первоначально это было деревянное укрепление, которое уже к концу века было перестроено в камне. Александр также установил здесь свой монетный двор. Король Иоанн Безземельный умер в замке от дизентерии в ночь на 18 октября 1216 года.
Замок был разрушен в 1648 году — в ходе гражданской войны в Англии — и оставался заброшенным. Между 1845 и 1848 годами архитектор Энтони Сальвин восстановил сооружения, а в 1889 году в нём начались дальнейшие реставрационные работы. В 1950 году он впервые был занесен в список памятников архитектуры «национального значения» (I класса). Сегодня музей на территории замка рассказывает об истории города и региона — вход в музей бесплатный.